# Droga recreativa
La droga recreativa, normalment una droga psicoactiva, es fa servir amb la intenció de crear o enaltir una experiència recreativa. Aquest ús és controvertit, ja que significa sovint acabar en una drogodependència a més d'acostumar a ser una activitat il·legal.
Les drogues considerades capaces de tenir un ús recreatiu inclouen l'alcohol i el tabac i les drogues de l'àmbit del qual segons les Nacions Unides estan en la convenció de drogues narcòtiques i la convenció de substàncies psicotròpiques.
El concepte d'ús responsable de les drogues és que la persona pot usar drogues recreatives amb risc reduït o eliminat d'afectar negativament altres aspectes de la pròpia vida personal o d'altres vides. Els partidaris de l'ús recreatiu de les drogues esmenten els casos d'artistes i intel·lectuals que n'han fet ús sense efectes negatius en les seves vides. Els crítics argumenten que aquestes drogues són escapistes i perilloses a més de ser impredictibles i de vegades addictives.

## Drogues

### Psicoactives comunes
Les drogues més populars per a ús recreatiu són:
- cafeïna Legal a tot el món.
- cànnabis Il·legal a gran part del món
- etanol Legal però regulada o il·legal en alguns països islàmics.
- tabac Legal però regulada.[2]
- opiacis Legal sota prescripció, inclou la morfina i altres. L'heroïna és il·legal.
- cocaïna -- Il·legal a la major part del món però legal limitat com a anestèsic tòpic als Estats Units.

### Altres psicoactius

#### Depressors
Els depressors són drogues psicoactives que temporalment disminueixen les funcions o activitats de parts específiques del cos o la ment. Es fan servir àmpliament per prescripció mèdica.
Els antihistamínics inhibeixen l'acció de la histamina El seu ús recreatiu és per les seves propietats anticolinèrgiques que indueixen eufòria. Poden provocar al·lucinacions i deliri semblants a la intoxicació per estramoni.
Els analgèsics inclouen el paracetamol l'aspirina i opioides com la hidrocodonea i oxicodona.
Els tranquil·litzants són el grup major amb:
- Barbiturats
- Benzodiazepina
- Nonbenzodiazepina
- Etanol
- Altres
  - carisoprodol (Soma)
  - gabapentina (Neurontina)
  - gamma-butirolactona
  - gamma-hidroxibutirat (èxtasi líquid, «Fantasy»)
  - kava (de Piper methysticum; conté kavalactona)
  - meprobamat (Miltown)
  - metacualona (Sopor, Mandrax; «Quaaludes»)
  - pregabalina (Lyrica)
  - propofol (Diprivan)
  - teanina (que es troba al te Camellia sinensis)
  - Valeriana (de Valeriana officinalis)

#### Al·lucinògens
Es poden dividir en tres categories: psicodèlics, dissociatius i delirants. En alguns estats dels Estats Units alguns al·lucinògens com el peyote estan classificats com a part de cerimònies religioses reconegudes i legals en aquestes cerimònies.
- Delirants
  - atropina (alcaloide de plantes solanàcies com datura, Atropa belladonna, Hyoscyamus niger i mandràgora)
  - dimenhidrinat (Dramamina)
  - difenhidramina (Benadryl, Unisom, Nytol)
  - hiosciamina
  - escopolamina
- Dissociatives
  - dextrometorfan (DXM; Robitussin, Delsym, etc.; «Dex», «Robo», «Cough Syrup», «DXM»)
    - "Triple C's, Coricidina, Skittles" 

  - ketamina (K; Ketalar, Ketaset, Ketanest; «Ket», «Kit Kat», «Special-K», «Vitamin K», «Jet Fuel», «Horse Tranquilizer»)
  - fenciclidina (PCP; Sernyl; «Angel Dust», «Rocket Fuel», «Killer Weed», «Super Grass»)
  - òxid de dinitrogen (N₂O; «Nozz», «Laughing Gas», «Whippets»)
- Psicodèliques
  - Fentilamina
    - 2C-B («Nexus», «Venus», «Eros», «Bees»)
    - 2C-E («Eternity», «Hummingbird»)
    - 2C-I («Infinity»)
    - 2C-T-2 («Rosy»)
    - 2C-T-7 («Blue Mystic», «Lucky 7»)
    - mescalina (que es troba al peyote)

  - Triptamina
    - 5-MeO-DiPT («Foxy», «Foxy Methoxy»)
    - 5-MeO-DMT
    - àcid lisèrgic (LSD; L; Delysid; «Acid», «Lucy», «Sidney», «Blotters», «Sugar Cubes»)
    - psilocina (en fongs («Magic Mushrooms», «Shrooms», «Mushies»)
    - psilocibina (en fongs)

  - Altres
    - ibogaina
    - miristicina (a Myristica fragrans)
- Atípics
  - àcid ibotènic (en la farinera borda Amanita muscaria
  - muscimol (també a la farinera borda Amanita muscaria
  - salvinorina A (a Salvia divinorum(«Diviner's Sage», «Lady Salvia», «Salvinorin»))

#### Estimulants
O psicoestimulants, indueixen eufòria amb millores de la funció física i mental. Però tanmateix poden produir ansietat.
Exemples:
- Simpatomimètics (catecolaminèrgics)
- Entactògens
  - arecolina (a Areca catechu)
  - rauwolscina (a Rauvolfia serpentina)
  - yohimbina (Procomil; a Pausinystalia yohimbe)

### Inhalants
Els inhalants són gasos, aerosols o solvents utilitzats per la gent que no té accés a altres drogues o alcohol, nens i adolescents.
Exemples:
- Nitrits d'alquil (venuts com «poppers»)
- solvents i propel·lents (incloent propà, butà, freó, gasolina, querosè i toluè)